# Burksilampus
Burksilampus is een geslacht van vliesvleugeligen uit de familie Perilampidae. De wetenschappelijke naam van dit geslacht is voor het eerst geldig gepubliceerd in 1978 door Boucek.

## Soorten
Het geslacht Burksilampus is monotypisch en omvat slechts de volgende soort:
- Burksilampus anobii (Burks, 1969)